# NGC 2755
NGC 2755 este o infrared source⁠(d) situată în constelația Linxul. A fost descoperită în 18 martie 1787 de către William Herschel.